# 2009 en Andorre
Cet article présente les faits marquants de l'année 2009 en Andorre.

## Évènements

### Février
- Vendredi 6 février 2009 : le chef libéral du gouvernement, Albert Pintat, réaffirme  que la principauté veut « sortir de la liste des paradis fiscaux », après les déclarations de la veille  du président français Nicolas Sarkozy, coprince d'Andorre, qui veut « revoir les relations » avec les principautés d'Andorre et de Monaco : « Le gouvernement travaille d'arrache-pied pour sortir de la liste des paradis fiscaux de l'OCDE […] Une des priorités est justement de faire en sorte que l'Andorre ne soit plus considérée comme un paradis fiscal, surtout pour des pays voisins comme la France et l'Espagne, et vise à travailler directement avec ces gouvernements pour que cela soit possible ».

### Mars
- Jeudi 12 mars 2009 : le gouvernement s'engage à lever le secret bancaire d'ici novembre 2009, dans le cadre de sa politique visant à faire sortir la principauté de la liste des paradis fiscaux.